# 郑红
郑红（1954年8月—），海南文昌人，汉族，中华人民共和国政治人物、全国人民代表大会广东地区代表。
毕业于中山大学汉语言文学专业。1975年6月加入中国共产党，後長期於中共廣東省委政法委工作，期間曾任廣東省公安廳副廳長，2008年2月起担任广东省人民检察院检察长。2008年起担任全国人大代表。2013年，担任全国人大代表。